# 托烏日姆
托烏日姆是捷克的城鎮，位於該國西部，距離首府卡羅維發利22公里，由卡羅維發利州負責管轄，面積98.53平方公里，海拔高度612米，2007年人口3,827。

## 外部連結
- Municipal website （页面存档备份，存于）
- Castle website （页面存档备份，存于）